# World Union of Wholesale Markets
Światowa Unia (stowarzyszenie) rynków hurtowych (WUWM) (ang.The World Union of Wholesale Markets) organizacja non-profit  powstała w Holandii. 
Celem Stowarzyszenia jest międzynarodowa promocja rynków hurtowych i marketów detalicznych. Pomaga rozwijać międzynarodowy handel hurtowy. Organizują targi i spotkania sprzedawców hurtowych żywności.
Zrzeszają Rynki hurtowe, markety detaliczne, dostawców żywności, operatorów rynków hurtowych, oraz osoby indywidualne. 
Strona organizacji: www.wuwm.org.